# Liste des œuvres de Charles Koechlin
Pour un article plus général, voir Charles Koechlin.

## Citation
« L'esprit de mon œuvre et celui de toute ma vie est surtout un esprit de liberté. »

— Épitaphe gravée sur la stèle funéraire de Charles Koechlin

## Musiques religieuses
| Titre                                    | Formation                                                                              | Numéro  | Année(s)            | Éditeur                    |
| ---------------------------------------- | -------------------------------------------------------------------------------------- | ------- | ------------------- | -------------------------- |
| L'Abbaye, suite religieuse, 1re partie   | chœur de femmes, chœur mixte, soli (sop. et tén.), orchestre et orgue                  | op. 16  | 1899-1903 rév. 1927 | Eschig                     |
| L'Abbaye, suite religieuse, 2e partie    | soli, chœur, orchestre et orgue                                                        | op. 42  | 1905-1910           | inédit                     |
| Quelques Chœurs religieux de style modal | chœur mixte (1 à 6 v.) a cappella no 3 : aussi avec orch. no 10 : 2 v. mixtes et orgue | op. 150 | 1935                | Salabert                   |
| Requiem pour les pauvres bougres         | chœur, orchestre, piano, orgue et ondes Martenot                                       | op. 161 | 1937                | Procure générale du Clergé |
| Le Jeu de la Nativité                    | orchestre et orgue                                                                     | op. 177 | 1941                | Eschig                     |

## Musiques profanes

### Musique instrumentale

#### Piano
| Titre                                                              | Numéro     | Année(s)  | Éditeur                         |
| ------------------------------------------------------------------ | ---------- | --------- | ------------------------------- |
| Suite pour deux pianos                                             | op. 6      | 1896      | Leduc                           |
| Suite pour piano à quatre mains                                    | op. 19     | 1898-1901 | Durand                          |
| Esquisses                                                          | op. 41     | 1905-1915 | Senart (Salabert)               |
| Cinq sonatines                                                     | op. 59     | 1915-1916 | Mathot (Salabert)               |
| Quatre sonatines françaises pour piano à quatre mains              | op. 60     | 1919-1926 | Eschig                          |
| École du jeu lié, Dix Petites Pièces faciles, Douze Petites Pièces | op. 61     | 1915-1920 | Salabert                        |
| Paysages et Marines                                                | op. 63     | 1915-1916 | Salabert                        |
| Les Heures persanes                                                | op. 65     | 1913-1919 | Eschig                          |
| Choral sur le nom de Fauré                                         | op. 73 bis | 1922      | supplément de La Revue Musicale |
| Pastorales                                                         | op. 77     | 1916-1920 | Senart (Salabert)               |
| Quatre nouvelles sonatines                                         | op. 87     | 1923-1924 | Senart (Salabert)               |
| L'Ancienne Maison de campagne                                      | op. 124    | 1922-1933 | L'Oiseau-Lyre                   |
| Le Portrait de Daisy Hamilton                                      | op. 140    | 1934-1938 | Schott                          |
| La Belle Traversée (Marseille - Alger)                             | op. 162    | 1937      | inédit                          |
| Danses pour Ginger pour un et deux pianos                          | op. 163    | 1937      | Schott                          |
| Les Chants de Kervéléan                                            | op. 197    | 1940-1944 | Schott                          |
| Douze Petites Pièces très faciles                                  | op. 208    | 1946      | Heugel (Leduc)                  |
| Préludes                                                           | op. 209    | 1946      | Salabert                        |

#### Orgue
| Titre                                                   | Numéro                                               | Année(s)  | Éditeur                    |
| ------------------------------------------------------- | ---------------------------------------------------- | --------- | -------------------------- |
| Trois Sonatines                                         | op. 107                                              | 1928-1929 | Schott                     |
| Cent Thèmes pour improvisations à l'orgue               | op. 192                                              | 1943      | inédit                     |
| Adagio pour orgue (pour le mariage de Soizic Guieysse)  | op. 201                                              | 1945      | Schott                     |
| Prélude no 14                                           | op. 209                                              | 1946      | Procure générale du Clergé |
| Adagio pour orgue                                       | op. 211                                              | 1947      | Schott                     |
| Chorals                                                 | opp. 49, 78, 79, 82, 83 90, 117, 136, 168, 172       |           | Procure générale du Clergé |
| Chorals                                                 | opp. 49/2 (La Charité), 90 bis 161(Final du Requiem) |           | Schott                     |
| Vocalises (op. 212) no 3 et 4 transcrites pour orgue    | op. 212 bis                                          | 1947      | Schott                     |
| Adagio pour orgue (pour le mariage de Colette Guieysse) | op. 226                                              | 1950      | Schott                     |

#### Instruments divers
| Titre                                            | Instruments | Numéro           | Année(s)  | Éditeur            |
| ------------------------------------------------ | --- | ---------------- | --------- | ------------------ |
| Nocturne                                         | harpe chromatique | op. 33           | 1907      | inédit             |
| Vingt Sonneries pour trompes de chasse 1re série | trompes de chasse | op. 123          | 1932      | inédit             |
| Vingt Sonneries pour trompes de chasse 2de série | trompes de chasse | op. 142          | 1935      | inédit             |
| Quatorze Chants pour flûte seule                 | flûte | op. 157          | 1936      | inédit             |
| Vers le soleil Sept monodies pour ondes Martenot | ondes Martenot | op. 174          | 1939      | inédit             |
| Trois Sonatines pour flûte seule                 | flûte | op. 184          | 1942-1943 | Salabert           |
| Suite pour cor anglais seul                      | cor anglais | op. 185          | 1942      | Eschig             |
| Les Chants de Nectaire                           | flûte seule | opp. 198-199-200 | 1944      | Éditions Billaudot |
| Douze Monodies pour instruments divers           | no 1 et 2 pour flûte, no 3 et 4 pour hautbois no 5 et 6 pour clarinette no 7 et 8 pour basson no 9 pour saxophone alto no 10 pour trombone no 11 pour trompette, no 12 pour cor | op. 213          | 1947      | Éditions Billaudot |
| Onze Monodies pour instruments à vent            | no 1 à 8 pour clarinette en la no 9 pour clarinette en sib no 10 pour hautbois d'amour ou clarinette ou saxophone soprano no 11 pour cor anglais                                | op. 216          | 1947-1948 | Eschig             |
| Pièce pour cor seul                              | cor | op. 218 bis      | 1948      | Éditions Billaudot |
| Trois Monodies pour lame sonore                  | lame sonore | op. 220          | 1948      | Lemoine            |
| Stèle funéraire à la mémoire de Paul Dommel      | flûte / flûte en sol / piccolo | op. 224          | 1950      | Eschig             |

#### Musique de chambre
| Titre                                                                       | Instruments | Numéro            | Année(s)  | Éditeur                       |
| --------------------------------------------------------------------------- | --- | ----------------- | --------- | ----------------------------- |
| Au loin                                                                     | cor anglais et piano | op. 20 no 2       | 1896-1900 | Eschig                        |
| Quatre Petites Pièces                                                       | cor, violon ou alto et piano | op. 32            | 1894-1907 | Eschig                        |
| Deux Nocturnes                                                              | cor, flûte et harpe ou piano | op. 32 bis        | 1897-1912 | Éditions Billaudot            |
| Trois Pièces                                                                | basson et piano | op. 34            | 1898-1907 | Éditions Billaudot            |
| Trois Pièces                                                                | flûte, basson et piano | op. 34 bis        | 1899-1908 | Eschig                        |
| Premier Quatuor à cordes                                                    | deux violons, alto et violoncelle | op. 51            | 1911-1913 | Senart (Salabert)             |
| Sonate pour flûte et piano                                                  | flûte et piano | op. 52            | 1911-1913 | Senart (Salabert)             |
| Sonate pour piano et alto (dédiée à D. Milhaud)                             | alto et piano | op. 53            | 1902-1915 | Senart (Salabert)             |
| Suite en quatuor                                                            | flûte, violon, alto et piano | op. 55            | 1911-1915 | Eschig                        |
| Second Quatuor à cordes                                                     | deux violons, alto et violoncelle | op. 57            | 1911-1915 | Eschig                        |
| Sonate pour hautbois et piano                                               | hautbois et piano | op. 58            | 1911-1916 | Eschig                        |
| Paysages et Marines                                                         | flûte, clarinette, quatuor à cordes et piano ou flûte, piano, violon | op. 63 bis        | 1915-1917 | Salabert                      |
| Sonate pour violon et piano (dédiée à G. Fauré)                             | violon et piano | op. 64            | 1915-1916 | Senart (Salabert)             |
| Sonate pour violoncelle et piano                                            | violoncelle et piano | op. 66            | 1917      | Senart (Salabert)             |
| Sonate pour cor et piano                                                    | cor et piano | op. 70            | 1918-1925 | Eschig                        |
| Sonate pour basson et piano                                                 | basson et piano | op. 71            | 1918-1919 | Éditions Billaudot            |
| Troisième Quatuor à cordes                                                  | deux violons, alto et violoncelle | op. 72            | 1917-1921 | Senart (Salabert)             |
| Sonate pour 2 flûtes                                                        | deux flûtes | op. 75            | 1918-1920 | Senart (Salabert)             |
| Pastorale                                                                   | flûte, clarinette et piano | op. 75 bis        | 1917-1921 | Éditions Billaudot            |
| Quintette pour piano et cordes                                              | piano et quatuor à cordes | op. 80            | 1917-1921 | Eschig                        |
| Première Sonate pour clarinette et piano                                    | clarinette et piano | op. 85            | 1923      | Éditions Billaudot            |
| Seconde Sonate pour clarinette et piano                                     | clarinette et piano | op. 86            | 1923      | Éditions Billaudot            |
| Divertissement pour 3 flûtes                                                | trois flûtes dont une en sol ou deux flûtes et clarinette | op. 91            | 1923-1924 | P. Schneider                  |
| Trio pour flûte, clarinette et basson                                       | flûte, clarinette et basson ou violon, alto et violoncelle ou hautbois, clarinette et basson | op. 92            | 1924      | Senart (Salabert)             |
| Vingt Chansons bretonnes                                                    | violoncelle et piano | op. 115           | 1931-1932 | Senart (Salabert)             |
| Choral en canon dans le mode de sol                                         | deux trompettes, deux cors, trois trombones et grand orgue | op. 117 no 6      | 1941      | Eschig                        |
| Deux Fugues pour quatuor à cordes                                           | quatuor à cordes | op. 122           | 1932      | inédit                        |
| Fugue pour quatuor à cordes sur un sujet d'E. Le Grand                      | quatuor à cordes | op. 126           | 1931      | inédit                        |
| Trois Fugues pour quatuor à cordes                                          | quatuor à cordes | op. 137           | 1934      | inédit                        |
| L'Album de Lilian                                                           | soprano (ou ténor ou clarinette), flûte/piccolo et piano | op. 139           | 1934      | Eschig                        |
| L'Album de Lilian                                                           | flûte/piccolo, ondes Martenot, clavecin et piano | op. 149           | 1935      | Eschig                        |
| Sonatine modale                                                             | flûte et clarinette | op. 155           | 1935-1936 | Eschig                        |
| Idylle                                                                      | deux clarinettes ou violon et alto | op. 155 bis       | 1936      | Le Chant du Monde             |
| « Primavera » (Quintette)                                                   | flûte, violon, alto, violoncelle et harpe | op. 156           | 1936      | Eschig                        |
| Quatorze Chants pour flûte et piano                                         | flûte et piano | op. 157 bis       | 1936      | Salabert                      |
| Épitaphe de Jean Harlow                                                     | flûte, saxophone alto et piano ou flûte, alto et harpe | op. 164           | 1937      | Eschig                        |
| Septuor d'instruments à vent                                                | flûte, hautbois, cor anglais, clarinette, saxophone alto, cor et basson | op. 165           | 1937      | L'Oiseau-Lyre                 |
| Quatre Petites Pièces                                                       | clarinette et cor simple en ré | op. 173           | 1938-1939 | Eschig                        |
| Deux Pièces pour clarinette et piano                                        | clarinette et piano | op. 173 bis       | 1939      | Billaudot                     |
| Quatorze Pièces pour clarinette et piano                                    | clarinette et piano | op. 178           | 1942      | Éditions Billaudot            |
| Quatorze Pièces pour hautbois (ou hautbois d'amour ou cor anglais) et piano | n° 1 et 3 hautbois ou hautbois d'amour et piano n° 2 hautbois ou hautbois d'amour ou cor anglais et piano n° 4 hautbois et piano n° 5 hautbois ou hautbois d'amour et piano n° 6 hautbois et piano n° 7 hautbois ou hautbois d'amour et piano n° 8 à 10 hautbois et piano n° 11 hautbois ou hautbois d'amour et piano n° 12 hautbois d'amour et piano n° 13 et 14 cor anglais et piano | op. 179           | 1942      | Eschig                        |
| Chant de la résurrection                                                    | 2 trompettes, 3 trombones et piano (ou orgue ou harmonium) | op. 179 bis       | 1942      | Eschig                        |
| Quinze Pièces pour cor et piano                                             | cor et piano n° 2 et 8 : 4 cors en ré | op. 180           | 1942      | Éditions Billaudot            |
| Sept Pièces pour saxophone et piano                                         | saxophone et piano (d'après les 15 Pièces pour cor et piano n° 3, 5, 7, 10, 12, 14 et 15) | op. 180-IV        | 1942      | Éditions Billaudot            |
| Vingt-quatre Leçons de solfège                                              | saxophones sop. et alto | op. 186-I         | 1942      | Éditions Billaudot            |
| Quinze Études pour saxophone alto et piano                                  | saxophone alto et piano | op. 188           | 1942-1943 | Éditions Billaudot            |
| Silhouettes de comédie                                                      | basson et orchestre | op. 193           | 1942-1943 | Éditions Billaudot            |
| Deux Sonatines                                                              | hautbois d'amour ou saxophone soprano, 2 flûtes, clarinette, 2 violons, 2 altos, 2 violoncelles, clavecin (ou harpe ou piano) | op. 194 - I et II | 1942-1943 | Eschig                        |
| Quinze Duos (Souvenirs de Bretagne)                                         | 2 clarinettes | op. 195           | 1943-1944 | Éditions Billaudot            |
| Trio d'anches                                                               | hautbois, clarinette et basson | op. 206           | 1945-1946 | Nlles Éd. Méridian Peer Music |
| Pièce pour flûte et piano                                                   | flûte et piano | op. 218           | 1948      | Éditions Billaudot            |
| Sonate à sept                                                               | hautbois, clavecin (ou harpe), flûte, quatuor à cordes | op. 221           | 1948-1949 | Eschig                        |
| Second Quintette (Primavera II)                                             | flûte, violon, alto, violoncelle et harpe | op. 223           | 1949      | Eschig                        |
| Deux Duos (op. 225 n° 9 et 11)                                              | flûte et clarinette | op. 225 bis       | 1949-1950 | inédit                        |

#### Musique symphonique
| Titre                                                                                     | Formation                                         | Numéro          | Année(s)     | Éditeur                 |
| ----------------------------------------------------------------------------------------- | ------------------------------------------------- | --------------- | ------------ | ----------------------- |
| Symphonie en la majeur, étude symphonique                                                 |                                                   |                 | 1893-1900    | inédit                  |
| L'Epopée de l'École polytechnique                                                         |                                                   | op. 2           | 1894         | Thauvin                 |
| Deux Pièces                                                                               |                                                   | op. 10          | 1894-1896    | inédit                  |
| Deux Pièces symphoniques (En rêve, Au loin)                                               |                                                   | op. 20          | 1896-1900    | Eschig                  |
| La Forêt (Le Jour), étude symphonique                                                     |                                                   | op. 25          | 1897-1906    | inédit                  |
| Deux Études symphoniques                                                                  |                                                   | op. 26          | 1896-1904    | inédit                  |
| En mer, la nuit                                                                           |                                                   | op. 27          | 1899-1907    | inédit                  |
| La Forêt (Le Soir, La Nuit), étude symphonique                                            |                                                   | op. 29          | 1896-1907    | inédit                  |
| L'Automne, suite symphonique                                                              |                                                   | op. 30          | 1896-1906    | Eschig                  |
| Nuit de Walpurgis classique                                                               |                                                   | op. 38          | 1901-1916    | Eschig                  |
| Deux Poèmes symphoniques (Soleil et danses dans la forêt, Vers la plage lointaine)        |                                                   | op. 43          | 1898-1916    | Eschig                  |
| Études antiques                                                                           |                                                   | op. 46          | 1908-1913    | Eschig                  |
| Deux Poèmes symphoniques (Le Printemps, l'Hiver)                                          |                                                   | op. 47          | 1908-1916    | inédit                  |
| Deux Poèmes symphoniques (Nuit de Juin, Midi en Août)                                     |                                                   | op. 48          | 1908-1916    | n° 1 Eschig n° 2 inédit |
| 3 Chorals - 1 - L'Espérance                                                               | orgue et orchestre                                | op. 49 n° 1     | 1910-1920    | Eschig                  |
| 3 Chorals - 2 - La Charité                                                                | orgue et orchestre                                | op. 49 n° 2     | 1909         | Schott                  |
| 3 Chorals - 3 - La Foi                                                                    | orgue et orchestre                                | op. 49 n° 3     | 1912-1921    | inédit                  |
| Ballade                                                                                   | piano et orchestre (existe aussi pour piano seul) | op. 50          | 1911-1919    | Éditions Billaudot      |
| Suite légendaire                                                                          |                                                   | op. 54          | 1901-1920    | inédit                  |
| Première Symphonie version orchestrale du Second Quatuor à cordes op. 57                  |                                                   | op. 57 bis      | 1911-1926    | Eschig                  |
| Quatre Sonatines françaises                                                               |                                                   | op. 60 bis      | 1919-1930    | Eschig                  |
| Rhapsodie sur des chansons françaises                                                     |                                                   | op. 62          | 1901-1919    | Salabert                |
| Les Heures persanes                                                                       |                                                   | op. 65 bis      | 1916-1921    | Salabert                |
| Poème version orchestrale de la Sonate pour cor et piano op. 70                           | cor et orchestre                                  | op. 70 bis      | 1918-1927    | Eschig                  |
| Chorals                                                                                   |                                                   | op. 76          | 1918-1923    | Eschig                  |
| Première Sonate                                                                           | clarinette et orchestre de chambre                | op. 85 bis      | 1923         | Éditions Billaudot      |
| Seconde Sonate                                                                            | clarinette et orchestre de chambre                | op. 86 bis      | 1923         | Éditions Billaudot      |
| La Course de printemps d'après Le Livre de la jungle de Rudyard Kipling                   |                                                   | op. 95          | 1908-1927    | Eschig                  |
| Fugue en fa mineur                                                                        |                                                   | op. 112 n° 2    | 1931-1932    | Senart (Salabert)       |
| Vingt Chansons bretonnes                                                                  | violoncelle et orchestre                          | op. 115 bis     | 1931-1932    | Salabert                |
| Cinq Chorals dans les modes du Moyen Âge                                                  |                                                   | op. 117 bis     | 1931-1932    | Senart (Salabert)       |
| Fugue symphonique "Saint-Georges"                                                         |                                                   | op. 121         | 1932         | Eschig                  |
| Vers la voûte étoilée                                                                     |                                                   | op. 129         | 1923-1933    | Schott                  |
| Sur les flots lointains                                                                   |                                                   | op. 130         | 1933         | Schott                  |
| The Seven Stars' Symphony                                                                 |                                                   | op. 132         | 1933         | Eschig                  |
| Fugue n° 2 pour cordes                                                                    | orchestre à cordes ou duo d'orgues                | op. 133 n° 2    | 1931         | inédit                  |
| La Symphonie d'hymnes - Hymne au Soleil                                                   |                                                   | op. 127         | 1911-1935    | Eschig                  |
| La Symphonie d'hymnes - Hymne à la Nuit                                                   |                                                   | op. 48 n° 1     | 1911-1935    | Eschig                  |
| La Symphonie d'hymnes - Hymne au Jour                                                     |                                                   | op. 110         | 1911-1935    | Eschig                  |
| La Symphonie d'hymnes - Hymne à la Jeunesse                                               |                                                   | op. 148         | 1911-1935    | Eschig                  |
| La Symphonie d'hymnes - Hymne à la Vie                                                    |                                                   | op. 69          | 1911-1935    | Eschig                  |
| "Tu crois à beau soleil" Chanson de Louis XIII recueillie par Marin Mersenne              | orchestre d'harmonie                              | op. 147 bis     | 1935         | inédit                  |
| Chorals pour des fêtes populaires                                                         | orchestre d'harmonie                              | op. 153         | 1935-1936    | Le Chant du Monde       |
| Marche funèbre                                                                            |                                                   | op. 157 ter     | 1936-1941    | Salabert                |
| La Méditation de Purun-Bhagat d'après Le Livre de la jungle de Rudyard Kipling            |                                                   | op. 159         | 1936         | Eschig                  |
| Les Eaux vives pour l'Exposition universelle de 1937 à Paris                              |                                                   | op. 160         | 1936         | Eschig                  |
| La Cité nouvelle, rêve d'avenir d'après H. G. Wells                                       |                                                   | op. 170         | 1938         | Eschig                  |
| La Loi de la Jungle d'après Le Livre de la jungle de Rudyard Kipling                      |                                                   | op. 175         | 1939-1940    | Eschig                  |
| Les Bandar-log (ja) d'après Le Livre de la jungle de Rudyard Kipling                      |                                                   | op. 176         | 1939-1940    | Eschig                  |
| L'Offrande musicale sur le nom de Bach                                                    |                                                   | op. 187         | 1942-1946    | Éditions Billaudot      |
| Silhouettes de comédie                                                                    | basson et orchestre                               | op. 193         | 1942-1943    | Éditions Billaudot      |
| Seconde Symphonie                                                                         |                                                   | op. 196         | 1943-1944    | Eschig                  |
| Le Docteur Fabricius, poème symphonique d'après une nouvelle de Ch. Dollfus               |                                                   | op. 202         | 1941-1946    | Eschig                  |
| Le Buisson ardent, poème symphonique d'après Jean-Christophe de Romain Rolland            |                                                   | opp. 203 et 171 | 1945 et 1938 | Eschig                  |
| Partita                                                                                   | orchestre de chambre                              | op. 205         | 1945-1946    | Salabert                |
| Introduction et quatre Interludes de style atonal (sériel) pour le ballet Voyages op. 222 |                                                   | op. 214         | 1947-1948    | inédit                  |

#### Musique de film
| Titre                                                      | Numéro  | Année(s) | Éditeur   |
| ---------------------------------------------------------- | ------- | -------- | --------- |
| L'Andalouse dans Barcelone                                 | op. 134 | 1933     | Schott    |
| Les Confidences d'un joueur de clarinette                  | op. 141 | 1934     | Billaudot |
| Victoire de la vie (documentaire de Henri Cartier-Bresson) | op. 167 | 1938     | Eschig    |

#### Musique de ballet et Musique de scène
| Titre                                          | Genre                                                                                               | Numéro  | Année     | Éditeur           |
| ---------------------------------------------- | --------------------------------------------------------------------------------------------------- | ------- | --------- | ----------------- |
| Jacob chez Laban                               | pastorale biblique en un acte - texte de Charles Koechlin                                           | op. 36  | 1894-1908 | Eschig            |
| La Forêt païenne                               | ballet                                                                                              | op. 45  | 1908-1920 | Eschig            |
| La Divine Vesprée                              | ballet                                                                                              | op. 67  | 1915-1918 | Salabert          |
| Liberté                                        | N° 5 de la musique de scène pour le Quatorze-Juillet de Romain Rolland                              | op. 158 | 1936      | Le Chant du Monde |
| Alceste (chœurs pour voix d'hommes a cappella) | musique des chœurs de l’Alceste d'Euripide Trad. de Henri Marchand                                  | op. 169 | 1938      | Ophrys            |
| L'Âme heureuse                                 | ballet                                                                                              | op. 210 | 1945-1947 | inédit            |
| Voyages                                        | film dansé ou ballet avec 4 interludes (Introduction et quatre Interludes de style atonal (sériel)) | op. 222 | 1947      | Eschig            |

### Musique vocale
| Titre                                                 | Auteur du texte                                                                                 | Formation | Numéro     | Année(s)            | Éditeur                                                  |
| ----------------------------------------------------- | ----------------------------------------------------------------------------------------------- | --- | ---------- | ------------------- | -------------------------------------------------------- |
| Rondels                                               | poèmes de Charles d'Orléans et Théodore de Banville                                             | chant et piano ou orchestre ou 4 voix et piano ou chœur a cappella ou orchestre et chœur ou chœur à 8 voix a cappella                                                               | op. 1      | 1890-1895           | Rouart (Salabert)                                        |
| La Vérandah                                           | poème de Leconte de Lisle                                                                       | double chœur de femmes, solo soprano et piano ou orchestre | op. 3      | 1893                | Rouart (Salabert)                                        |
| Deux Chœurs pour voix de femmes                       | poèmes de Leconte de Lisle (n°1 : Dans le ciel clair) et Ph. Gille (n°2 : Sous-Bois)            | chœur de femmes avec soli et piano | op. 4      | 1894-1897           | Enoch                                                    |
| Cinq Mélodies                                         | poèmes de Théodore de Banville, Louis-Hyacinthe Bouilhet, Fernand Gregh, Silvestre et Marsan    | voix (sop. ou mezzo. ou tén. ou bar.) et piano ou chœur de femmes et piano | op. 5      | 1893-1897           | Rouart (Salabert) / R. Deiss (Eschig)                    |
| Quatre Poèmes                                         | Edmond Haraucourt                                                                               | voix (sop. ou mezzo ou tén.) et piano | op. 7      | 1890-1897           | Philippo (Lemoine-Combre)                                |
| Quatre Poèmes                                         | Edmond Haraucourt                                                                               | voix (sop. ou mezzo ou tén.) et orchestre | op. 7 bis  | 1890-1931           | Philippo (Lemoine-Combre)                                |
| Rondels                                               | poèmes de Théodore de Banville                                                                  | chant et piano ou orchestre n° 7 La Paix : duo mezzo-tén. ou sop.-bar. et piano ou orchestre ou harmonium, vln et vlc                                                               | op. 8      | 1891-1898           | Rouart (Salabert)                                        |
| Les Clairs de lune                                    | poème de Leconte de Lisle                                                                       | duo tén.-contralto ou mezzo ou soprano et piano ou orchestre avec (opt.) chœur de femmes ou chœur mixte (4 v.)                                                                      | op. 9      | 1891-1898           | R. Deiss (Eschig)                                        |
| La Fin de l'homme                                     | poème de Leconte de Lisle                                                                       | soli (tén. et bar. ou b.) et chœur et piano ou orchestre | op. 11     | 1893-1897           | Eschig                                                   |
| La Lampe du ciel                                      | poème de Leconte de Lisle                                                                       | chœur de femmes (voix d'hommes opt.) et soli (sop., tén., bar. ou b.), piano ou orchestre                                                                                           | op. 12     | 1896                | Eschig                                                   |
| Poèmes d'automne                                      | poèmes de Sully Prudhomme, Leconte de Lisle et Haraucourt                                       | sop., mezzo. ou contralto et piano et flûte | op. 13     | 1894-1899           | Philippo (Lemoine-Combre)                                |
| Poèmes d'automne                                      | poèmes de Sully Prudhomme, Leconte de Lisle et Haraucourt                                       | sop., mezzo. ou contralto et orchestre | op. 13 bis | 1894-1899           | Philippo (Lemoine-Combre)                                |
| Rondels                                               | poèmes de Théodore de Banville                                                                  | voix (h. et/ou f.) avec (opt.) chœur de femmes et piano ou orchestre | op. 14     | 1896-1901           | Philippo (Lemoine-Combre)                                |
| Trois Mélodies                                        | poèmes de Leconte de Lisle                                                                      | tén. ou sop. ou chœur (n° 3) et piano ou orchestre | op. 15     | 1897-1900           | R. Deiss (Eschig) / Salabert / Philippo (Lemoine-Combre) |
| Trois Mélodies                                        | poèmes de Leconte de Lisle et José-Maria de Heredia                                             | voix (h. et/ou f.) et piano | op. 17     | 1895-1900           | R. Deiss (Eschig)                                        |
| Trois Mélodies (n° 2 et 3 de l'op. 17)                | poèmes de Leconte de Lisle et José-Maria de Heredia                                             | voix (h. et/ou f.) et orchestre | op. 17 bis | 1895-1900           | R. Deiss (Eschig)                                        |
| Trois Poèmes                                          | extraits du Livre de la Jungle de Rudyard Kipling traduction de L. Fabulet et Robert d'Humières | voix (h. et/ou f.) avec chœur de femmes et piano ou orchestre | op. 18     | 1899-1904           | Philippo (Lemoine-Combre)                                |
| Deux Villanelles                                      | poèmes de Leconte de Lisle                                                                      | voix (h. ou f.) et piano | op. 21     | 1896-1901           | Philippo (Lemoine-Combre)                                |
| Quatre Mélodies                                       | poèmes de Paul Verlaine et Paul Bourget                                                         | voix (h. ou f.) et piano | op. 22     | 1900-1901           | Philippo (Lemoine-Combre)                                |
| Deux Poèmes                                           | André Chénier                                                                                   | mezzo ou sop. et piano ou ensemble de chambre | op. 23     | 1900-1902           | Philippo (Lemoine-Combre)                                |
| Quatre Poèmes                                         | La Bonne Chanson de Paul Verlaine                                                               | tén. ou sop. et piano avec quatuor à cordes (opt.) | op. 24     | 1901-1902           | Philippo (Lemoine-Combre)                                |
| Quatre Mélodies                                       | poèmes de Robert d'Humières, Albert Samain et Haraucourt                                        | mezzo ou bar. et piano | op. 28     | 1902-1907           | Philippo (Lemoine-Combre)                                |
| Six Mélodies                                          | poèmes d'Albert Samain                                                                          | soprano ou tén. (n° 4) / mezzo. (n° 6) et piano ou orchestre | op. 31     | 1902-1921           | Philippo (Lemoine-Combre)                                |
| Quatre Mélodies                                       | poèmes d'Albert Samain                                                                          | mezzo. / sop. (n° 4) et piano | op. 35     | 1905-1909           | Philippo (Lemoine-Combre)                                |
| Chant funèbre à la mémoire des jeunes femmes défuntes | d'après un poème de Haraucourt                                                                  | double chœur mixte, orchestre et orgue | op. 37     | 1902-1908 rév. 1917 | Eschig                                                   |
| Cinq Chansons de Bilitis                              | poèmes de Pierre Louÿs                                                                          | sop. / mezzo. et piano | op. 39     | 1898-1908           | Salabert                                                 |
| La Chute des étoiles                                  | poème de Leconte de Lisle                                                                       | chœur de femmes et piano | op. 40     | 1905-1909           | inédit                                                   |
| Trois Mélodies                                        | poèmes de Paul Verlaine, Renée Vivien et Abel Bonnard                                           | n° 1 et 2 : chant et piano n° 3 : chœur de tén., chœur de b. et piano | op. 44     | 1900-1916           | Schott                                                   |
| Shéhérazade (1er recueil)                             | poèmes de Tristan Klingsor                                                                      | tén. ou sop. / sop. élevée / b. ou bar. et piano | op. 56     | 1914-1916           | Eschig                                                   |
| Deux Mélodies                                         | poèmes de Auguste de Villiers de l'Isle-Adam et Paul Claudel                                    | sop. et piano | op. 68     | 1918                | Schott                                                   |
| Shéhérazade (2e recueil)                              | poèmes de Tristan Klingsor                                                                      | sop. et/ou mezzo. et/ou tén. et/ou bar. et piano | op. 84     | 1922-1926           | Eschig                                                   |
| Deux Mélodies                                         | poèmes de Paul-Jean Toulet et Pierre Corneille                                                  | mezzo. ou bar. et piano | op. 104    | 1923-1928           | Schott                                                   |
| Libérons Thaelmann                                    |                                                                                                 | chœur et piano ou orch. d'harm. | op. 138    | 1934 (arr. 1937)    | Éditions Sociales Internationales (Le Chant du Monde)    |
| Sept Chansons pour Gladys                             | Charles Koechlin                                                                                | soprano et piano | op. 151    | 1935                | Eschig                                                   |
| Quinze Vocalises dans tous les tons majeurs           |                                                                                                 | chant et piano | op. 152    | 1935                | inédit                                                   |
| Quinze Vocalises dans tous les tons mineurs           |                                                                                                 | chant et piano | op. 154    | 1935                | inédit                                                   |
| Quatre Vocalises pour chant et piano                  |                                                                                                 | chant et piano | op. 212    | 1947                | inédit                                                   |
| Quinze Motets de style archaïque a cappella           | (sans paroles)                                                                                  | Chœur d'hommes (2 et 4 v.) / Chœur d'enfants (3 v.) / chœur mixte (4, 5 et 6 v.) / chœurs mixte et d'enf. à 8 v. n° 6 : chœur mixte à 6 v. et flûte, hautbois, clarinette et basson | op. 225    | 1949                | Schott                                                   |

### Orchestrations, transcriptions
| Titre                                                     | Numéro/Compositeur | Année | Éditeur          |
| --------------------------------------------------------- | ------------------ | ----- | ---------------- |
| Pelléas et Mélisande, op. 80 de G. Fauré                  | cf. op. 159 bis    | 1898  | Hamelle (Leduc)  |
| Lola                                                      | C. Saint-Saëns     | 1901  | Durand           |
| Six Mélodies                                              | A. de Castillon    | 1906  | Heugel (Leduc)   |
| Suite Javanaise (transcription)                           | op. 44 bis         | 1910  | Revue SMI        |
| Khamma (ballet)                                           | C. Debussy         | 1913  | Durand           |
| Within the Quota (ballet)                                 | C. Porter          | 1923  | Yale Univ. Conn. |
| Bourrée fantasque                                         | É. Chabrier        | 1924  | Soc. des Auteurs |
| The Bride of a God, en collaboration avec Catherine Urner | op. 106            | 1929  | inédit           |
| Fantaisie "Wanderer" en ut maj.                           | F. Schubert        | 1933  | Soc. des Auteurs |
| In Dir ist Freude (choral)                                | J. S. Bach         | 1933  | inédit           |
| Suite (8 pièces)                                          | B. Godard          | 1945  | inédit           |
| Suite : Esquisses normandes                               | C. Urner           | 1945  | inédit           |
| Quatre pièces (dont la Valse du Lac des cygnes)           | P. Tchaïkovsky     | 1945  | inédit           |

## Écrits théoriques, pédagogiques, didactiques, biographiques
En cours d'élaboration et de classification...
| Titre | Année(s)            | Éditeur ou Collection          |
| --- | ------------------- | ------------------------------ |
| Étude sur les notes de passage                                                                               | 1920                | Eschig                         |
| Précis des règles du contrepoint                                                                             | 1926                | Heugel (Leduc)                 |
| Gabriel Fauré                                                                                                | 1927                | Plon (réédition P.U.F., 1983 ) |
| Traité de l'harmonie (3 volumes)                                                                             | 1923-1926           | Eschig                         |
| Étude sur l'écriture de la fugue d'école                                                                     | 1933                | Eschig                         |
| Théorie de la musique                                                                                        | 1932-1934           | Heugel (Leduc)                 |
| Abrégé de la Théorie de la musique                                                                           | 1935                | Heugel (Leduc)                 |
| Claude Debussy                                                                                               | 1925                | Laurens                        |
| Traité de l'orchestration (4 volumes)                                                                        | 1935-1936 1939-1943 | Eschig                         |
| Pierre Maurice, musicien                                                                                     | 1938                | Kundig                         |
| Les Instruments à vent                                                                                       | 1927                | P.U.F. (Que sais-je ? n° 267)  |
| Études sur le choral d'école                                                                                 | 1920-1922           | Heugel (Leduc)                 |
| Traité de la polyphonie modale                                                                               |                     | inédit                         |
| Notes sur ce que je puis savoir de mon hérédité                                                              |                     | inédit                         |
| Histoire de ma vie musicale et de mes œuvres                                                                 | 1945                | inédit                         |
| Quelques souvenirs sur ma situation et mes activités dans le monde musical                                   |                     | inédit                         |
| " Souvenirs sur Debussy "                                                                                    | 1947                | Cahiers Claude Debussy         |
| " Souvenirs de Charles Koechlin " dans Cinquante ans de musique française de 1874 à 1925                     | 1926                |                                |
| " Maurice Ravel "                                                                                            | 1947                | Cahiers Maurice Ravel          |
| Journal du voyage en Angleterre 1898                                                                         |                     | inédit                         |
| " Les Tendances de la musique moderne française " dans l’Encyclopédie de la musique Lavignac et La Laurencie | 1925                | Delagrave                      |
| Commentaires sur mes compositions                                                                            | 1916                | inédit                         |
| Présentation de Charles Koechlin par lui-même (pour dire à la radio)                                         | 1946                | inédit                         |
| " Étude de Charles Koechlin par lui-même "                                                                   |                     | La Revue musicale              |
| " Gabriel Fauré "                                                                                            | 1921                | Le Ménestrel                   |
| " Gabriel Fauré "                                                                                            | 1922                | La Revue musicale              |
| Pelléas et Mélisande de Claude Debussy, étude inédite                                                        | 1948                | La Revue musicale              |
| Claude Debussy, " Les Musiciens célèbres "                                                                   | 1927                | Laurens                        |
| " Souvenirs sur Debussy, la Schola et la S.M.I. "                                                            | 1934                | La Revue musicale              |
| Chroniques des arts et de la curiosité                                                                       | 1910                |                                |
| Notes pour Darius Milhaud                                                                                    | 1919                | inédit                         |
| Esthétique ?                                                                                                 | 1917                | Le Courrier musical            |
| La Vie musicale pendant la guerre                                                                            | 1916                | Gazette des Beaux-Arts         |
| Sur le premier spectacle de Jean Cocteau au théâtre des Champs-Élysées                                       | 1920                | inédit                         |
| D'une nouvelle mode musicale                                                                                 | 1921                | La Revue musicale              |
| Les Compositeurs et la Critique musicale                                                                     | 1927                | La Revue musicale              |
| Notes détaillées sur diverses de mes œuvres                                                                  |                     | inédit                         |
| En marge de ma Seven Stars' Symphony                                                                         | 1934                | inédit                         |
| Musique et Cinéma                                                                                            | 1938                | Art musical populaire          |
| La Musique et le Peuple                                                                                      | 1938                | E.S.I.                         |
| Musique savante... et populaire                                                                              | 1936                | L'Humanité                     |
| La Symphonie des hymnes de Charles Koechlin                                                                  | 1938                | Le Monde musical               |
| Art et Pauvreté                                                                                              | 1923                | Le Monde musical               |
| Encore la querelle des Anciens et des Modernes                                                               | 1922                | Le Monde musical               |
| Quelques réflexions au sujet de la musique atonale                                                           |                     | Music Today                    |
| Tonal ou atonal ?                                                                                            | 1936                | Le Ménestrel                   |
| De l'art pour l'art et de l'état des esprits à ce jour                                                       | 1937                | La Revue musicale              |
| Art et Liberté, pour la Tour d'Ivoire                                                                        | 1949                | Contrepoints                   |

## Sources
- L'Œuvre de Charles Koechlin - Catalogue, Madeleine Li-Koechlin, Eschig, 1975
- Charles Koechlin (1867-1950) His Life and Works, Robert Orledge, harwood academic publishers, 1989, 457 p.  (ISBN 3-7186-4898-9)
- Charles Koechlin (1867-1950), Aude Caillet (Collection « Carré musique » - Éditions Séguier)